# Kiss It Better
«Kiss It Better» (с англ. — «Целуй крепче») — сингл барбадосской певицы Рианны, второй из её восьмого студийного альбома Anti (2016), выпущенный 29 марта 2016 года. Песня была написана в соавторстве с Рианной и британской исполнительницей Наталией Киллс. Песня была отправлена на радиостанции 30 марта 2016 года, совместно с третьим синглом с альбома певицы «Needed Me». Изначально песня дебютировала на 22 месте в чарте Billboard Bubbling Under Hot 100 Singles, в качестве сингла дебют состоялся на втором месте в том же чарте. В чарте Billboard Hot 100 дебют состоялся на 80 месте. Песня получила признание критиков.
«Kiss It Better» — это поп и РнБ рок-баллада, совмещённая с электронным гитарным рифом и музыкальным трюком с влиянием рок-баллад 80-х и 90-х. Лирика песни сосредоточена на разрушительных для певицы отношениях, о чём она знает, понимает, что это неправильно, но не находит в себе сил сопротивляться им.

## Написание и производство песни

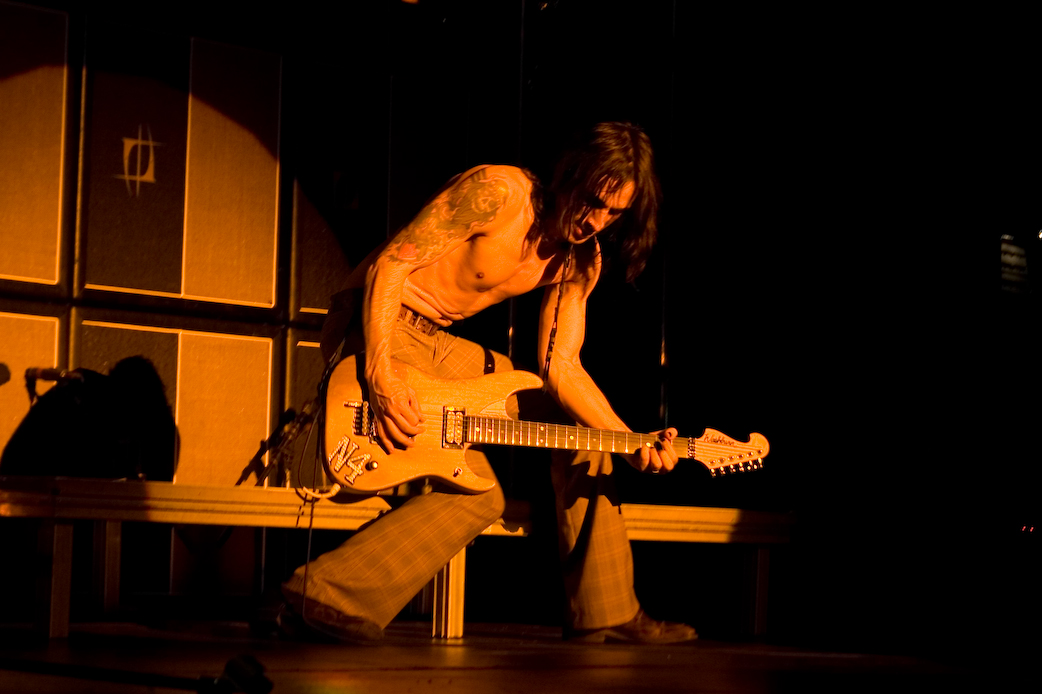
Гитарист Нуно Беттанкур сыграл гитарную партию в песне «Kiss It Better».

Песня была написана Рианной, Джеффом Бхаскером, Джоном Глэссом и Тэдди Синклер (Наталия Киллс), в то время как обработкой занимались Джефф Бхаскер и Джон Глэсс. Рианна записала песню в Jungle City Studios, Нью-Йорк, когда запись вокала и производство песни осуществлялось Куком Хареллом. Музыкант Нуно Беттанкур играл гитарную партию в песне. Запись сводил Мэнни Маррокин при помощи Криса Галланда и Ики Шульца в Larrabee Stuidos, Лос-Анджелес. Окончательно песня была сведена Крисом Джерингером в Streling Stuidos, Нью-Йорк. В своём официальном твиттер-аккаунте Рианна сообщила, что совместно с третьим синглом «Needed Me» песня будет отправлена на радиостанции 30 марта 2016 года.
Песня является Поп и R&B рок-балладой, длившейся 4 минуты и 13 секунд. Крис Герард (журнал «PopMatters») описал песню, как «электро-заряженный» R&B трек. Джефф Бенжамин из журнала «Fuse» заявил, что песня совмещена с электронным гитарным рифом и музыкальным трюком с влиянием рок-баллад 80-х и 90-х.

## Музыкальное видео
В песне есть что-то гипнотическое, эта повторяемость, ты не знаешь, где начало и где конец. Она очень чувственная и интимная, и мы хотели передать это, мы хотели добиться, чтобы она отражала один очень личный момент — путешествие во плоти сквозь абстрактное пространство и его внутреннее отражение одновременно.Крейг МакДин в интервью журналу «The Fader» рассказал, почему в клипе присутствует только Рианна

### Критика и история создания
Музыкальное видео на песню «Kiss It Better» было снято под руководством Британского фотографа Крейга МакДина. Премьера состоялась 30 марта 2016 года. Видео было снято за «одну очень длинную ночь». Тизер клипа был опубликован на день ранее, 29 марта 2016 года, на официальном Vevo-канале Рианны. Кили Гулд и Сиара Пардо стали продюсерами визуальной части. Для интервью изданию «The Fader» МакДин пояснил, что вдохновением для клипа послужили идеи, основанные на дадаизме и сюрреализме, «Всё это исходит от тебя как личности, твоих внутренних вдохновений, идей, которые ты держал в себе целую вечность».
Редактор журнала «Billboard» Джесси Кэтз, описывает сюжет клипа, как «Показывает, как певица периодически поднимается, корчится на полу и плывёт в пространстве, при этом клип включает различные элементы раздевания, она поет под великолепный синтезатор и электрогитару. На самом деле, всё видео занимает только Рианна — и никого (ничего) на фоне нет вообще..». Элиза Томпсон (Cosmopolitan) описывает клип, как «В клипе Рианна раскинулась под легкой простыней. Игральные кубики скользят по ее телу. Она извивается на полу в прозрачном белье и танцует стриптиз в деловом костюме в стиле оверсайз.» Исходя из слов МакДина, идея с кубиками исходила от него и его творческого партнёра Маши Васюковой: «Иногда процесс заключается в комбинации всех этих моментов, которые иначе не имели бы никакого смысла — подсознательные образы, сны… Игральные кости — графичный и сюрреалистический объект, вот и пришёлся кстати.»
Натали Вайнер (из журнала «Billboard») считает, что видео на эту песню — одно из 11-ти лучших, когда-либо представленных Рианной, и описала его как «коммутационный шнур» для певицы, и также оно является доказательством того, что сексуальность, которую она излучает в клипе на свой сингл 2013 года, Pour It Up", была только началом её пульсоучащающей силы (воздействия).
Маккензи Вагонер (журнал «Vogue») пишет: «В любом случае, как бы ни оголялся её сосок, она умудряется выглядеть так, будто имеет на это право, а вовсе не вульгарной, — обращаясь к очевидной уверенности в своём теле, которая, особенно в свете прожекторов, может доставаться ценою больших усилий.» Кроме того, она назвала Рианну «эволюционным правило-нарушителем».

### Просмотры
За один день видеоклип на официальном Vevo-канале Рианны на YouTube набрал приблизительно 6 миллионов просмотров.

## Выступления и каверы
Рианна должна была выступить с песней «Kiss It Better» на 58-й ежегодной премии Grammy Awards, однако выступление было отменено в последнюю минуту из-за бронхита по желанию врача певицы. Выступление планировалось в стиле ток-шоу 1980-х совместно с телеведущим Джеймсом Корденом. Рианна исполняет «Kiss It Better» на своём мировом туре в поддержку альбома «Anti World Tour» в качестве заключительной песни каждого шоу.
Американский певец Мигель исполнил кавер на песню в Spotify House, часть концертов SXSW фестиваля.

## Положения в чартах

### Еженедельные национальные чарты
| Chart (2016)                                | Peak position |
| ------------------------------------------- | ------------- |
| Australia (ARIA)                            | 48            |
| Франция (SNEP)                              | 76            |
| New Zealand Heatseekers (Recorded Music NZ) | 3             |
| Великобритания (OCC UK Singles)             | 51            |
| US Billboard Hot 100                        | 80            |
| США (Billboard Hot R&B/Hip-Hop Songs)       | 27            |
| США (Billboard Pop Airplay)                 | 27            |